# Sergei Nikolajewitsch Bagajew
Sergei Nikolajewitsch Bagajew (russisch Сергей Николаевич Багаев; * 9. September 1941 in Nowosibirsk, Russische SFSR, Sowjetunion; † 15. August 2024) war ein sowjetischer und russischer Festkörperphysiker und Hochschullehrer.

## Leben
Bagajew studierte an der Staatlichen Universität Nowosibirsk (NGU) mit Abschluss 1964. Darauf arbeitete er im Institut für Radiophysik und Elektronik (IRE) der Sibirischen Abteilung (SO) der Akademie der Wissenschaften der UdSSR (AN-SSSR, seit 1991 Russische Akademie der Wissenschaften (RAN)) im Nowosibirsker Akademgorodok. Dort war er an Untersuchungen im Bereich der Laserphysik und der Entwicklung der ersten Laser beteiligt. Er fand neue Effekte bei der Absorption der Laserstrahlung in Gasen unter niedrigen Drücken. Dies ermöglichte die Beobachtung enger Spektrallinien zwischen dopplerverbreiterten Energieniveaus. Bagajew verteidigte 1975 seine Kandidat-Dissertation und 1984 seine Doktor-Dissertation. Später arbeitete er im Halbleiter-Institut der SO der AN-SSSR. Bagajew wurde 1990 zum Korrespondierenden Mitglied der AN-SSSR gewählt.
Zusammen mit Weniamin Pawlowitsch Tschebotajew gründete Bagajew 1991 in Akademgorodok das Institut für Laserphysik der SO der RAN, das Bagajew von 1992 bis 2016 leitete. 1994 wurde Bagajew zum Vollmitglied der RAN gewählt. Bagajews Hauptarbeitsgebiete wurden die Quantenelektronik und die Laserspektroskopie. Er entwickelte die physikalischen Grundlagen für die optischen Femtosekundenuhren, mit denen eine Genauigkeit von 10−18 s erreicht werden konnte. Ein superstabiles Frequenznormal auf der Basis eines He-Ne/CH4-Lasers zeigte eine Frequenzstabilität von 10−15. Damit konnte die Rydberg-Konstante mit einer Rekordgenauigkeit bestimmt werden. Seine zahlreichen Veröffentlichungen sind insgesamt über 1000 Mal zitiert worden. Sein Hirsch-Index beträgt 32.
Bagajew leitete Lehrstühle der NGU, der Staatlichen Technischen Universität Nowosibirsk und des Moskauer Instituts für Physik und Technologie. Er wurde Exekutivkomiteemitglied der European Physical Society. Von 2004 bis 2009 war er Präsident der russischen Gesellschaft Snanije als Nachfolger Guri Iwanowitsch Martschuks. Bagajews Nachfolger wurde Oleg Nikolajewitsch Smolin.
2012 wurde er zum ordentlichen Mitglied der Academia Europaea gewählt.
Im  August 2024 verstarb Sergei Nikolajewitsch Bagajew im Alter von 82 Jahren.

## Ehrungen, Preise
- Staatspreis der Russischen Föderation im Bereich Wissenschaft und Technik (1998)
- Orden der Freundschaft (1999)[7]
- Darin-Preis für Business-Reputation der Russischen Akademie für Business und Unternehmertum (2002)
- Ritter der Ehrenlegion (2004) für Beiträge zur wissenschaftlichen Zusammenarbeit von Russland und Frankreich
- Lebedew-Goldmedaille der RAN (2006)[2]
- Verdienstorden für das Vaterland IV. Klasse (2006),[8] III. Klasse (2012)[9]